# NGC 2742
NGC 2742 (również PGC 25640 lub UGC 4779) – galaktyka spiralna (Sc), znajdująca się w gwiazdozbiorze Wielkiej Niedźwiedzicy. Odkrył ją William Herschel 19 marca 1790 roku.
W galaktyce tej zaobserwowano supernową SN 2003Z.
Przez pewien czas uważano, że obserwował ją też John Herschel 30 marca 1832 roku. Jego obserwacja została skatalogowana pod numerem NGC 2816 i takie też alternatywne oznaczenie galaktyki NGC 2742 nadal widnieje w wielu katalogach (np. w bazie SIMBAD). Analiza oryginalnych dokumentów pozwoliła jednak ustalić, że John Herschel w rzeczywistości obserwował tamtej nocy galaktykę NGC 2820, lecz błędnie zredukował (tzn. przeliczył z surowych danych) jej pozycję. Tak więc oznaczenie NGC 2816 powinno być używane w stosunku do galaktyki NGC 2820.